# Ampilly-les-Bordes
Ampilly-les-Bordes – miejscowość i gmina we Francji, w regionie Burgundia-Franche-Comté, w departamencie Côte-d’Or.
Według danych na rok 1990 gminę zamieszkiwało 100 osób, a gęstość zaludnienia wynosiła 7 osób/km² (wśród 2044 gmin Burgundii Ampilly-les-Bordes plasuje się na 810. miejscu pod względem liczby ludności, natomiast pod względem powierzchni na miejscu 681.).